# Creu de terme (Sant Martí Sarroca)
La Creu de terme de Sant Martí Sarroca és una creu de terme del municipi de Sant Martí Sarroca (Alt Penedès) inclosa en l'Inventari del Patrimoni Arquitectònic de Catalunya.

## Descripció
Creu de planxa de ferro que resta encastada dins una base de pedra. La creu, pròpiament dita, és molt senzilla, del tipus llatí, amb els braços rectes acabats en punta de fletxa i els angles de la creuera remarcats amb expansions punxegudes que configuren un quadrat central. La superfície de la planxa és llisa. El braç inferior, a través d'un eix vertical cilíndric, s'encasta dins la base de suport la qual descansa damunt una socalada, de pedra, de tres graons. La base de suport és un volum profusament decorat treballat amb relleus de cargolades fulles d'acant que surten de la part inferior i s'enfilen per la superfície per acabar en un tram estriat remat per un coronament de sanefa de formes vegetals esquemàtiques. Els acants s'agrupen de dos en dos i, entre cada parella, es disposen rostres grotescs de personatges masculins, adults, amb els ulls i la boca oberts.T MARTÍ.

## Història
Aquesta creu, moderna, substitueix una altra creu de ferro que estava situada prop el castell i que va ser destruïda durant la guerra civil. La base de suport de pedra motllurada probablement és un element aprofitat procedent d'una altra construcció.